# Zebe
 Ovo je glavno značenje pojma Zebe. Za naselje u općini Bosansko Grahovo, BiH pogledajte Zebe (Bosansko Grahovo, BiH).
Zebe (lat. Fringillidae) su porodica ptica koja pripada redu vrapčarki (Passeriformes). Uglavnom su ptice pjevice koje se hrane sjemenjem. Većina nastanjuje sjevernu polutku, ali jedna potporodica nastanjuje Havaje. Mnoge ptice iz drugih porodica se također nazivaju zebama, kao, naprimjer, Darwinove zebe s Galapagosa.

## Opis
Zebe u veličini variraju od 9,5 cm i 8,4 grama do 23 cm i 80 grama. Velika je kao domaći vrabac. Obično imaju zdepaste i čvrste kljunove, koji su kod nekih vrsta postali prilično veliki. Izuzetak su havajske vrste koje su razvile duge, tanke i zakrivljene kljunove. Boja perja je smećkasta ponekada zelenkasta. Mnoge su dosta crne, dok bijele boje nema, osim u vidu pruga. Svijetložuti i crveni pigmenti nisu neuobičajeni, ali je plava boja rijetka, jer žuti pigmenti pretvaraju plavu u zelenu. Mnoge, ali ne i sve zebe pokazuju spolni dimorfizam. 
Stanovnici su područja pod šumama, ali neke vrste nastanjuju i planine, pa čak i pustinje. Hrane se sjemenjem, člankonošcima i bobicama. Gnijezda su oblika zdjele i obično sagrađena na drveću. 

## Sistematika
- Rod Fringilla

Potporodica Carduelinae
- Rod Eophona
- Rod Coccothraustes
- Rod Mycerobas
- Rod "Carpodacus"
- Rod Pinicola
- Rod Pyrrhula
- Rod Leucosticte
- Rod N.N., "Carpodacus" nipalensis
- Rod Rhodopechys
- Rod Carpodacus
- Rod Haematospiza
- Rod Uragus
- Rod Serinus
- Rod Linurgus
- Rod Rhynchostruthus
- Rod "Serinus" thibetanus
- Rod Carduelis

Potporodica Carduelinae
- Rod Pyrrhoplectes
- Rod Chaunoproctus (izumrla: 1830-ih)
- Rod Callacanthis
- Rod Neospiza

Potporodica Drepanidinae 
Nekih 10-12 rodova, 7 nedavno izumrlih. 
Potporodica Euphoniinae
- Rod Euphonia
- Rod Chlorophonia